# Сага об Эймунде
«Сага об Эймунде» (или Эймундова сага) — скандинавская сага, написанная в конце XIII веке. Сохранилась в составе «Книги с Плоского острова» 1387—1394 годов. События, описанные в саге, соотносятся с историческими событиями начала XI века на Руси. В ней описано участие конунга Эймунда Хрингссона и его норманнской дружины в борьбе Ярослава Мудрого со своими братьями за престол.
Краткий пересказ близких по содержанию событий содержится в прологе «Саги об Ингваре Путешественнике». Главное отличие от «Эймундовой саги» состоит в том, что главный герой не норвежец, а швед.

## Точности перевода
Eymundar þáttr — принятое в скандинавистике название рассказа (другой вариант «Eymundar þáttr Hringssonar»).
Þáttr — короткие прозаические рассказы, преимущественно исландские, XIII—XIV века. (Древненорвежское «þáttr» литературно можно перевести как «прядь», возможно, в смысле составной части чего-то большего или вставки)
Saga — Скандинавские сказания в стихах или со стихотворными вставками XIII—XIV века, которые было принято рассказывать нараспев. (Древненорвежское «saga» переводится как «сказ», то есть то, что говорят)
Возможные переводы названия: «Сага об Эймунде», «Прядь об Эймунде», «Эймундова сага»

## Действующие лица

### Основные
- Эймунд (Eymundr konungr Hringsson) — один из норвежских конунгов, покинувший родину в связи с действиями его родственника Олафа II Толстого по централизации власти и «упразднению» удельных конунгов. Праправнук Харальда Прекрасноволосого
- Рагнар (Ragnarr jarl Agnarsson) — родственник Эймунда, правнук Харальда Прекрасноволосого.
- Бурицлав (Búrizlafr konungr) — один из братьев Ярослава Мудрого:
  - Святополк Владимирович Окаянный. Несозвучность имени объясняют тем, что его союзник Болеслав I Храбрый был более известен и, как правило, упоминался первым, в том числе и в ПВЛ.
  - Борис Владимирович (князь ростовский), по одной из версий устранённый по приказу Ярослава Мудрого и им же канонизированный, чтобы отвести подозрения в убийстве[2].
- Ярицлейв (Jarizleifr konungr) — князь новгородский Ярослав Владимирович Мудрый.
- Вартилав (Vartilafr konungr) — князь полоцкий Брячислав Изяславич, племянник Ярослава Мудрого (в Пряди назван братом). Есть версия, что это образ собирательный и включает кроме Брячислава также тмутараканского князя Мстислава.
- Ингигерд (Ingigerðr) — жена Ярослава Мудрого, дочь короля Швеции Олафа Шётконунга.
- Рогнвальд (Rögnvaldr jarl Úlfsson) — ярл Вестра-Гёталанда Регнвальд Ульвсон, ярл Альдегиоборга (Aldeigjuborg, Ладога), родственник Ингегерды по материнской линии[3].

### Второстепенные
- Олаф Святой (Ólafr konungr hinn helgi) — король Норвегии Олаф II Толстый, сын Харальда Гренландца, праправнук Харальда Прекрасноволосого.
- Бьёрн (Björn) — дружинник Эймунда, исландец.
- Гарда-Кетиль (Garða-Ketill) — дружинник Эймунда, возможно исландец[4].
- Аскель (Áskell) — дружинник Эймунда.
- Торд (Þórðr) — дружинник Эймунда.
- Рёгнвальд (Rögnvaldr) — дружинник Эймунда, возможно исландец.

### Упомянутые лица
- Хринг (Hringr konungr) — конунг Хрингарики в Уппляндии, в Норвегии. Отец Эймунда. Правнук Харальда I.
- Даг (Dagr) — внук Харальда I, отец Хринга, дед Эймунда.
- Хринг (Hringr) — сын Харальда I, отец Дага, дед Хринга, прадед Эймунда.
- Харальд Прекрасноволосый (Haraldr hárfagri) — 1-й король Норвегии Харальд I, отец Хринга, дед Дага, прадед Хринга, прапрадед Эймунда.
- Хрёрек (Hrærekr konungr) — брат Эймунда, конунг.
- Даг (Dagr konungr) — брат Эймунда, конунг.
- Сигурд Свинья (Sigurðr konungr sýrr) — один из конунгов в Уппляндии.
- Аста (Ásta Guðbrandsdóttir) — жена Сигурда, дочь Гудбранда, мать Олафа Святого.
- Гудбранд (Guðbrandr) — отец Асты, матери Олафа Святого.
- Торни (Þórný Guðbrandsdóttir) — сестра Асты, мать Халльварда Святого.
- Халльвард Святой (Hallvarðr hinn helgi) — сын Торни.
- Исрид (Ísríðr Guðbrandsdóttir) — сестра Асты, бабушка Стейгар-Торира.
- Стейгар-Торир (Steigar-Þórir) — внук Исрид.
- Агнар (Agnarr) — отец Рагнара.
- Рагнар Рюкиль (Ragnarr rykkill) — сын Харальда Прекрасноволосого, отец Агнара, дед Рагнара.
- Стюрмир Мудрый (Styrmir hinn fróði) — сказитель.
- Торарин Невьольвссон (Þórarinn Nefjúlfsson) — спутник Хрёрека (Рюрика) в изгнании.
- Гудмунд Знатный (Guðmundr ríki) — исландский годи (хёвдинг).
- Вальдимар (Valdimar konungr) — великий князь киевский Владимир Святославич, Владимир Красное Солнышко.

* В переводе на русский возможны различные написания того или иного имени.

## Содержание
Прядь повествует о прибытии конунга Эймунда и его сотоварища Рагнара с 600 воинами в Гардарик (Garðaríki, Руссию) и их службе сначала Ярислейфу, а затем Вартилафу.
Даётся краткое описание политической ситуации на Руси начала XI века начиная со смерти князя Владимира (Valdimar konungr) и раздела его наследства. Прядь описывает взаимные претензии наследников, даёт оценку их действиям и им самим. Часто поднимается вопрос оплаты за наём и недоимок от Ярислейфа. Заканчивается Прядь перечислением условий наступившего мира и описанием политической ситуации в момент сосредоточения власти в руках Ярислейфа.
Повествование идёт в хронологическом порядке. Последовательно перечисляются деяния всех участников рассказа, в частности осада Киева (Kænugarðr), убийство Ярислейфом своего брата Бурислафа при помощи Эймунда и его людей, пленение Ингегерды и условия мира Ярислейфа и Вартилафа.
В тексте есть некоторые нестыковки в хронологии в плане пропуска некоторых событий, известных из других источников. Так как считается, что «Прядь об Эймунде» написана в конце XIII века, то это может объясняться сокращением текста оригинала более поздним автором.

## Хронология
Hér hefr upp þátt Eymundar ok Ólafs konungs
Эймунд и Рагнар покидают родину и прибывают в Гардарик (Garðaríki, Руссия) в Новгород (Hólmgarðr).
Эймунд и Рагнар знакомятся с Ярислейфом и Ингегердой и заключают с ними договор о найме.
…Мы просимся быть Защитниками этого владения, (хотим) сойтись с вами на условиях и получать от вас золото, и серебро…
…Nú bjóðumst vér til at gerast varnarmenn ríkis þessa ok ganga hér á mála ok taka af yðr gull ok silfr ok góð klæði…
Бурислаф предъявляет территориальные претензии к Ярислейфу. Ярислейф и Эймунд одерживают победу.
Осада Киева (Kænugarðr) Бурислафом и бьярмийцами. Победа Ярислейфа и Эймунда. Захвачено знамя Бурислафа.
«…»
Ярислейф посылает Эймунда убить Бурислафа.
«Ничего этого я не сделаю: ни настраивать никого не стану к (личному, грудь на грудь) сражению с Конунгом Бурислейфом, ни порицать кого-либо, если он будет убит.»
«Eigi mun ek hvárttveggja gera, at eggja menn til bardaga við Búrizlaf konung, enda gefa sök á, ef hann er drepinn.»
Эймунд уезжает к Вартилафу в Полоцк (Palteskja).
Ингегерда и Рогнвальд пытаются убить Эймунда.
Ярислейф предъявляет территориальные претензии к Вартилафу.
«…»
Пленение Ингегерды.
Описание результатов противостояния Ярислейфа и Вартилафа и условия мира: Ярислейф сохраняет звание Великого князя; Вартилаф увеличивает свои владения и получает Киев в управление; Эймунд получает в управление предположительно Ливонию и возглавляет объединённую рать конфедерации Ярислейфа и Вартилафа; Рогнвальд получает в управление Ладогу.
Даётся краткая справка о смерти Вартилафа и Эймунда и упоминается о пребывании Олафа II в Гардарике.
* Предполагаемые места пропуска в хронологии повествования обозначены «…»

## Издание в России и русские переводы
В 1833 году Королевское общество северных антиквариев в Копенгагене издало Прядь тиражом всего в 70 экземпляров в древнеисландском оригинале и в латинском переводе. Тираж был разослан по различным научным центрам Российской империи. Первый перевод Пряди на русский язык вышел в свет в 1834 году. Переводов было сразу два:
- с латинского текста Прядь перевёл студент Словесного отделения Московского университета Д. Лавдовский. Перевод был опубликован в «Учёных записках императорского Московского университета» и сопровождался статьёй М. П. Погодина, отметившего хронологическую верность Пряди и важность её повествования для дополнения сведений к русской истории.
- с оригинала перевод был выполнен профессором Санкт-Петербургского университета, историком и филологом О. И. Сенковским. Сенковский опубликовал его в своём журнале «Библиотека для чтения». В предисловии Сенковский выражал (вопреки устоявшемуся в то время мнению) полное и безоговорочное доверие к скандинавскому источнику.

Перечень русских переводов смотри список литературы.

## Параллели и расхождения

### Теория одного Эймунда
Существует теория, согласно которой Эймунд из «Пряди об Эймунде» и Эймунд из «Саги об Ингваре Путешественнике» — это одно и то же лицо. Это утверждение базируется на сходстве фактов отдельных частей обоих источников и во многом на наличии в обеих сагах персонажей с одинаковыми именами.
Сравним имеющиеся факты обеих саг:
|                    | «Прядь об Эймунде» | «Сага об Ингваре Путешественнике» |
| ------------------ | --- | --- |
| Происхождение      | Норманн. Сын норвежского конунга Хринга (Hringr konungr), праправнук Харальда Прекрасноволосого (Haraldr hárfagri). Родословная последовательно и напрямую возводится до Харальда. О матери данных нет. | Свей. Сын шведского хёвдинга Аки (Áki höfðingi). О других прародителях данных нет. Мать — дочь конунга Свитьода Эйрика Победоносного (Eiríkr hinn sigrsæli). |
| Семья              | Отец и брат изгнаны королём Норвегии Олафом II Толстым. Другой брат ослеплён им же, а после изгнан. | Отец убит Эйриком Победоносным (Eiríkr hinn sigrsæli). Вместо братьев — 8 хёвдингов, поддержавших Аки.                                                       |
| Причина странствий | Вернулся на родину после утверждения единовластия и, не считая возможным ни биться с Олафом, ни служить ему, уехал.                                                                                     | Выросши при дворе Эйрика, после прихода к власти его сына Олафа Шётконунга попытался вернуть свои права, потерпел неудачу и был изгнан.                      |
| Об Ингегерде       | Дочь короля Швеции Олафа Шётконунга. Увидев опасность, угрожающую Ярислейфу от Эймунда, пытается убить последнего.                                                                                      | Дочь короля Швеции Олафа Шётконунга. Увидев опасность, угрожающую Олафу от Эймунда, просит отца с ним примириться.                                           |
| В Гардарике        | Служит Ярислейфу и его жене Ингегерде против его брата Бурислафа. Убивает последнего. Переходит на службу к брату Ярислейфа Вартилафу.                                                                  | Служит Ярислейфу и его жене Ингигерде против его брата Бурицлейфа. Бурицлейф пленён и ослеплён. Вартилаф не упомянут.                                        |
| Окончание          | Получает в управление земли в Гардарике. Умирает молодым от болезни. Детей после себя не оставляет. | Возвращается в Свитьод, возвращает свои земли, мирится с Олафом Шётконунгом. Оставляет наследника — Ингвара.                                                 |

Оба Эймунда, родившись в разных местах, имели настолько одинаковую судьбу, что служили одним и тем же людям, в одном и том же месте и в одно и то же время. Вряд ли, если бы это были разные люди, их карьера могла бы быть одинаково успешной до мельчайших подробностей, а сходство остаться не подмеченным обоими сочинителями саг.
Второй существенный момент переплетения: в обеих сагах присутствует второстепенный персонаж Кетиль, по прозвищу Гарда-Кетиль (Garða-Ketill), названный в «Саге об Ингваре Путешественнике» исландцем. Согласно «Саге об Ингваре», Кетиль, приехав в Исландию, первый рассказал сагу своим соплеменникам. Е. А. Рыдзевская отмечает, что герой по имени Кетиль мог получить прозвище «Гардакетиль» в том случае, если он ранее уже совершил поездку в Гардарик. Эмиль Ольсон выдвинул предположение, что образ Гардакетиля был почерпнут автором «Саги об Ингваре» именно из «Пряди об Эймунде».
Если Кетиль один, то и Эймунд один. Значит, это одно и то же лицо?

### Теория вставки
На схожесть имён также обратил внимание и Р. Кук, однако, в отличие от Э. Ольсона, Кук увидел в этом не возможность прямого отождествления персонажей, а, скорее, указание на устную форму бытования сюжета
Пытаясь отождествить двух Кетилей, надо было решить вопрос хронологии событий. Если принять, что Кетиль в обеих сагах — одно лицо, то на момент завершения похода Ингвара ему должно было быть около 40 или 45 лет, после чего он через 10 лет принял участие ещё и в походе сына Ингвара.
...остаётся признать, что к викингу, провёдшему целую жизнь в дальних походах и, без сомнения, участвовавшему во множестве крупных сражений, судьба была более чем благосклонна. И это отличает его от большинства других воинов-скандинавов, средняя продолжительность жизни которых редко превышала сорок лет.
Схожесть же начала жизни Эймундов представить несложно, когда в двух соседних странах в одно и то же время происходят сходные политические процессы — централизация власти. Зато есть существенные отличия в их биографиях:
|    | «Прядь об Эймунде»         | «Сага об Ингваре Путешественнике»              |
| -- | -------------------------- | ---------------------------------------------- |
| а. | Остаётся в Гардарике.      | Возвращается в Свитьод.                        |
| б. | Не оставляет потомства.    | Имеет сына Ингвара.                            |
| в. | Не возвращается на родину. | Сын Эймунда и сын Олафа примиряют своих отцов. |

Причём «Сага об Ингваре Путешественнике» в деталях описывает то, что происходило с Эймундом до изгнания, и то, как сыновья мирили своих отцов по возвращении Эймунда на родину. А вот время пребывания его в Гардарике изложено в нескольких предложениях, без каких бы то ни было подробностей.
Наоборот, «Прядь об Эймунде» детально освещает период пребывания Эймунда в Гардарике и его службу конунгам Ярислейфу и Вартилафу. Начало и конец жизни Эймунда в саге затронуты вскользь, без подробностей.
Надо также учесть то, что такими, как мы их знаем, обе саги они были написаны с устных пересказов в XIII—XIV веках, то есть через два—три века после изложенных в них событий. При этом «Прядь об Эймунде», вероятно, является сокращением более раннего текста, также записанного с устной традиции.
В «Саге об Ингваре» есть прямое упоминание автора о имевшемся уже в его время споре о происхождении Ингвара, то есть что Эймунд мог быть не его отец. Так что в «Саге об Ингваре Путешественнике» Эймундом мог быть заменён настоящий отец Ингвара, жизнь Эймунда в изгнании могла быть не известна или утеряна. А так как существенного влияния на задумку саги и на дальнейшие события рассказ об отце не оказывал, то сказ был дополнен другим, известным автору, эпизодом в сжатом виде.
Как видно из истории Кетиля, саги свободно путешествовали по Скандинавии и могли быть рассказаны шведам, например, исландцем, и потому можно предположить знакомство автора «Саги об Ингваре» с «Прядью об Эймунде». И раз саги передавались в устной традиции, национальность героя, равно как и некоторые нюансы, значения не имели и могли быть искажены временем или намеренно, чтобы польстить шведским слушателям. Например, в одном из вариантов «Пряди об Эймунде» Олаф Святой однажды Эймунда Хрингссона называет Эймундом Акасоном, то есть полностью отождествляя его с персонажем «Саги об Ингваре Путешественнике».
Так что, вероятно, Эймунд из «Пряди об Эймунде» и Эймунд из «Саги об Ингваре Путешественнике» — разные люди, но рассказ, схожий с «Прядью об Эймунде», был вставлен вкратце в «Сагу об Ингваре Путешественнике» либо для того, чтобы связать события, либо просто по случайному стечению обстоятельств.